# Drosophila subpalustris
Drosophila subpalustris este o specie de muște din genul Drosophila, familia Drosophilidae, descrisă de Spencer în anul 1942. Conform Catalogue of Life specia Drosophila subpalustris nu are subspecii cunoscute.